# Raymond Pérault
Raymond Pérault ou Raymond Peraudi (Saint-Germain-de-Marencennes, 19 de fevereiro de 1461 - Viterbo, 5 de setembro de 1505) foi um cardeal do século XVI.

## Primeiros anos
Nasceu em Saint-Germain-de-Marencennes em 28 de maio de 1435. De uma família obscura. Seu sobrenome também está listado como Peraudi; como Perauldi; e como Péraud e seu primeiro nome como Raimund e como Raimondo. Ele foi chamado de Cardeal de Gurk.

## Educação
Entrou na ordem de Santo Agostinho. Estudou no Collège de Navarre , Paris, 1470-1476, onde obteve o doutorado em teologia em 1476.

## Sacerdócio
Ordenado (nenhuma informação adicional encontrada). Prior de Saint-Gilles, Saintonge. Cânon do capítulo de Saintes, 3 de agosto de 1476. Arquidiácono de Aunis, 1480. Gozou do favor do rei Luís XI da França. Fui para Roma; nomeado protonotário apostólico pelo Papa Sisto IV em 1482. Em 1486, foi nomeado núncio na corte do imperador Frederico III para negociar a cruzada contra os turcos; ele recusou a nomeação. Por bula de 27 de maio de 1487, foi nomeado coletor geral de ofertas para a cruzada; após vários pedidos de dispensa, o Papa Inocêncio VIII suspendeu a coleta de dízimos na Alemanha; foi para a França em maio de 1488 para ajudar o núncio Cheragato em missão semelhante; retornou à Alemanha para participar da Dieta de Frankfurt-sur-Mein, em 6 de julho de 1489; obteve um juramento de paz entre Maximiliano, rei dos romanos, e Carlos VIII, rei da França; em 19 de fevereiro de 1490, negociou um armistício entre o imperador Frederico III e o rei Matias I da Hungria, datado para 8 de setembro seguinte; ele também trabalhou para recrutar o apoio do rei Casimiro IV Jagelão da Polônia para a cruzada contra os turcos. Prelado referendário, 1488.

## Episcopado
Eleito bispo de Gurk em 21 de fevereiro de 1491; renunciou ao governo da Sé em 6 de outubro de 1501. Consagrado (nenhuma informação encontrada). Foi promovido ao cardinalato a pedido do imperador Maximiliano I.

## Cardinalato
Criado cardeal diácono no consistório de 20 de setembro de 1493 (2) ; recebeu a diaconia de S. Maria in Cosmedin, em 23 de setembro de 1493; recebeu o chapéu vermelho, em 23 de abril de 1494. Legado perante o rei Carlos VIII da França, em 14 de novembro de 1494; o rei encantou o cardeal e contra a vontade do papa foi para Roma; o monarca entrou na cidade com o cardeal, que permaneceu com ele, em 31 de dezembro de 1494; por convenção entre o papa e o rei, datada de 15 de janeiro de 1495, todos os benefícios do cardeal foram confirmados; em abril de 1495, foi para Nápoles com o rei francês. Optou pelo título de S. Vitale, ca. 1496. Recebido em comenda da Sé de Maguelone em 4 de julho de 1498; renunciou à comenda em 18 de março de 1499. Chegou a Roma em 10 de fevereiro de 1499 e no consistório de 29 de abril optou pela ordem dos cardeais sacerdotes e pela diaconia de S. Maria Nuova; manteve S. Vitale, em comenda , até 28 de setembro de 1500. Nomeado legado em Perugia e Todi, 11 de outubro de 1499. Em fevereiro de 1500, depois que um embaixador conseguiu dissuadir o papa a prosseguir a guerra, o cardeal chegou a Roma em 6 de março sem autorização papal; recusou-se a rejeitar os planos de guerra; regressou definitivamente da sua legação em 27 de julho de 1500, quando foi chamado de volta à Cúria Romana para ajudar na preparação para a guerra. Nomeado legado na Alemanha e nos países do Norte (Dinamarca, Suécia, Noruega e Prússia) em 5 de outubro de 1500; deixou Roma no dia 29 de outubro, embora sofria de reumatismo; teve dificuldades em chegar à fronteira alemã porque o imperador Maximiliano I proibiu a sua entrada; passou todo o inverno em Roveredo, de onde escreveu a todos os príncipes e prelados da Alemanha, Suécia e Dinamarca a favor da cruzada; foi finalmente autorizado por Maximiliano a entrar no império e iniciou as negociações; foi somente em janeiro de 1502 que ele alcançou o sul da Alemanha; no final do ano chegou ao norte da Alemanha; uma crise reumática o desanimou e ele pediu várias vezes para ser chamado de volta, mas teve que permanecer no cargo; concedeu quarenta dias de indulgência aos visitantes da igreja de Sankt Maria al Capitolio , Colônia. Administrador da sé de Toul, de 16 de julho a 22 de outubro de 1501. Não participou do primeiro conclave de 1503 , que elegeu o Papa Pio III. Não participou do segundo conclave de 1503 , que elegeu o Papa Júlio II. Ele finalmente retornou a Roma e em 18 de fevereiro de 1505 enviou ao Papa Júlio II um relatório sobre sua longa legação. Administrador da Sé de Saintes, 11 de julho de 1505 até sua morte (3) . Legado à província do Patrimônio.
Morreu em Viterbo em 5 de setembro de 1505. Enterrado na igreja agostiniana de SS. Trinità, Viterbo